# مارتن جشلاشت
مارتن جشلاشت (بالألمانية: Martin Gschlacht)‏ (و. 1969  م) هو مصور سينمائي، ومنتج أفلام  نمساوي، ولد في فيينا.

## جوائز
حصل على جوائز منها:
- Austrian Film Award for Best Cinematography ‏، عن عمل: The Devil's Bath [الإنجليزية]‏ في 2024[6]
- جائزة أفضل تصوير سينمائي أوروبي  [لغات أخرى]‏، عن عمل: غودنيت مامي في 2015[7]
- Austrian Film Award for Best Cinematography ‏، عن عمل: نساء بلا رجال في 2011[8]
- جائزة رومي  [لغات أخرى]‏

## وصلات خارجية
- مارتن جشلاشت في قاعدة بيانات الأفلام على الإنترنت
- مارتن جشلاشت  على موقع أول موفي